# Катерпилар D6
Катерпилар D6 (на английски: Caterpillar D6) е американски трактор, с гъсенично задвижване, клас средно-тежки булдозери, произведен от компанията Катерпилар.
D6 е създаден за преместване на материали на средна дистанция. Отличен за работа в строителството, дърводобивната и селскостопанската промишленост, пътното строителство, полагане на тръбопроводи и мн. др. Къртачите в задния край на машината, многофункционалните ножове и сравнително малкото му тегло (гъсеничните вериги не увреждат почвения слой), го правят предпочитан в селскостопанската работа.

## Видове ножове
Катерпилар D6 оперира с три вида ножове:
- „S“ образен нож, снабден с къси, или без странични стени, за фино обработване;
- „U“ образен нож, универсален нож, с големи странични стени, за поемане на голямо количество материал;
- „S-U“, комбиниран нож, малко извит и със средни по размер странични стени;